# Мансонвилл (Квебек)
Ма́нсонви́лл (англ.  фр. Mansonville) — деревня в кантоне Поттон в региональном муниципалитете Мемфремагог региона Эстри провинции Квебек, Канада. Располагается недалеко от американско-канадской границы. Ныне Мансонвилл является бизнес-центром и административным центром кантона Поттон.
Некогда тихая деревня, Мансонвилл оживился и испытал некоторый рост из-за своей близости к лыжному курорту Owl’s Head.

## История

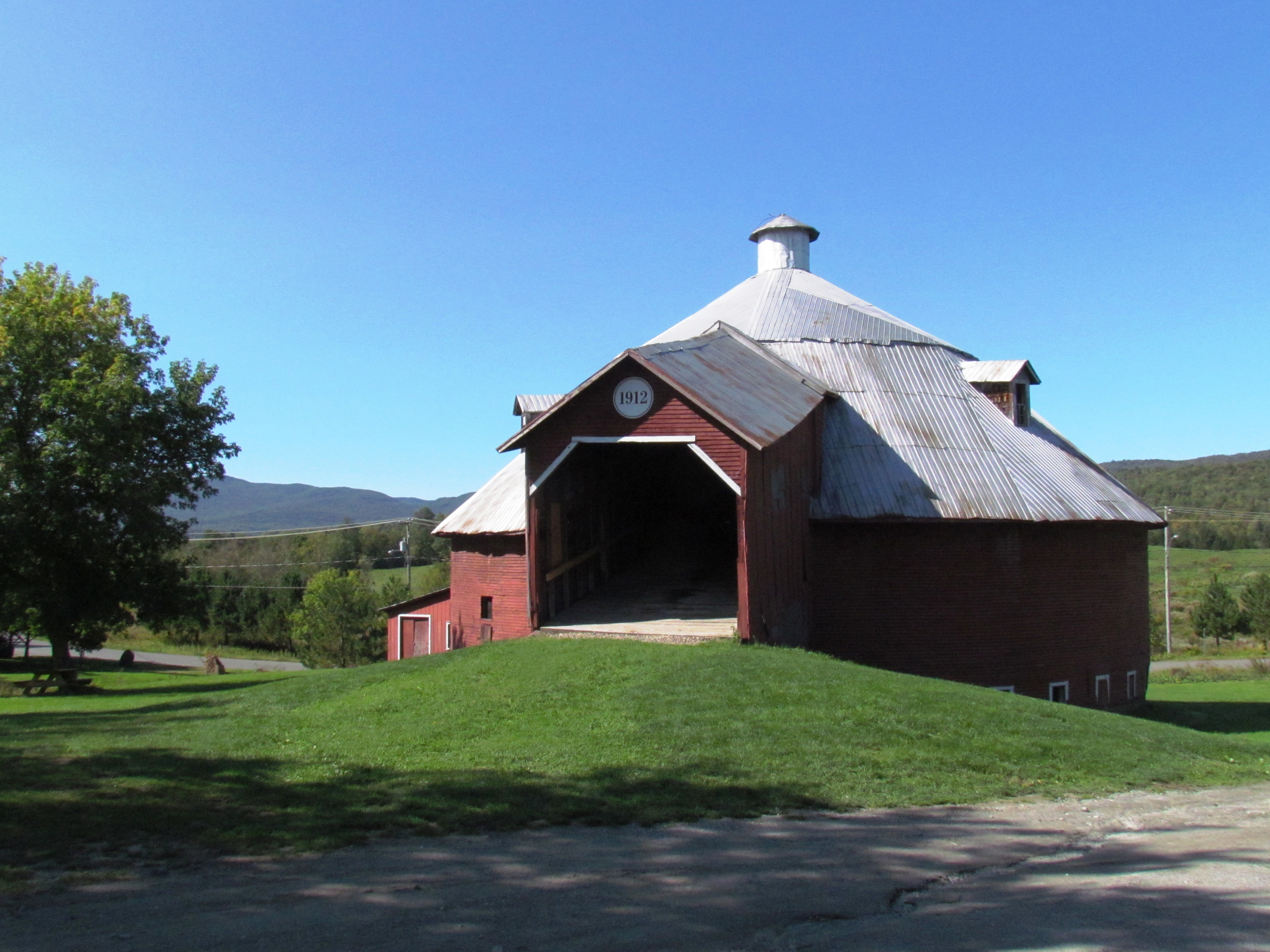
Круглый амбар в Мансонвилле

Мансонвилл получил своё название в честь семьи Мэнсон, который были одними из первых поселенцев нынешнего кантона Поттон.
Как и многие деревень Восточных кантонов и Новой Англии, Мансонвилл вырос вокруг водяной мельницы, которая использовала напор воды выше водопада на Северной части реки Миссисквой. Мельница перестала работать после электрификации в начале XX века, что позволило удешевлять производство за счёт масштаба и централизованного изготовления в больших центрах. Мельница использовалась в качестве кормовой и зерновой базы пока не была уничтожена пожаром в 2004 году.
В 1957 году епископ Русской Зарубежной Церкви Виталий (Устинов) был назначен епископом Монреальским и Канадским, после чего близ Мансонвилла им был приобретён живописный, поросший хвойным лесом участок, ландшафт которого напоминал Русский север. На участке был устроен Спасо-Преображенский скит, ставший летней резиденцией монашеского братства.
Мансонвилл, как и многие поселения в восточных кантонах, уже давно являет собой смешение францко- и английского-говорящих жителей и является домом для представителей более, чем двадцати национальностей и этнических групп. Религиозное разнообразие присутствует и в Мансонвилле, где римо-католическая, объединённая (закрыта в 2011 году) и англиканская церквей находятся на расстоянии в несколько ярдов друг от друга. Близ Мансонвилла расположен Спасо-Преображенский скит с небольшим русским кладбищем, принадлежащий неканонической РПЦЗ(В), где жил на покое митрополит Виталий (Устинов), скончавшийся в 2006 году.
В 2009 году Круглый амбар, построенный в 1911 году Робертом Джерси был причислен к объектам культурного наследия.